# Albert Üksip
Albert Aleksander Üksip (ur. 8 grudnia 1886 w Narwie, zm. 10 sierpnia 1966 w Tallinnie) – estoński aktor i botanik (hieracjolog). Ze względu na to, iż znaczną część prac opublikował po rosyjsku jako Альберт Яковлевич Юксип, oprócz poprawnego zapisu jego nazwiska Üksip spotyka się także formy Ueksip, Üxip, Juksip oraz Juxip (transliteracje z zapisu cyrylicą).

## Życiorys
Ukończył szkołę w Narwie w r. 1902. Jego marzeniem było studiowanie botaniki, ale było to niemożliwe ze względów finansowych. Do r. 1916 pracował jako urzędnik w miejscowym młynie lnianym, a później jako kalkulator. Od r. 1905 grywał w teatrach amatorskich, a w r. 1923 zaproszono go do składu narodowego estońskiego teatru „Estonia”. Zagrał tam 160 ról do emerytury, na którą przeszedł w r. 1949. Wykładał także historię sztuki i inne przedmioty w Estońskim Instytucie Teatralnym. Na emeryturze zajął się głównie badaniami botanicznymi; opublikował opracowania jastrzębców dla Flory ZSRR i Flory Estonii.

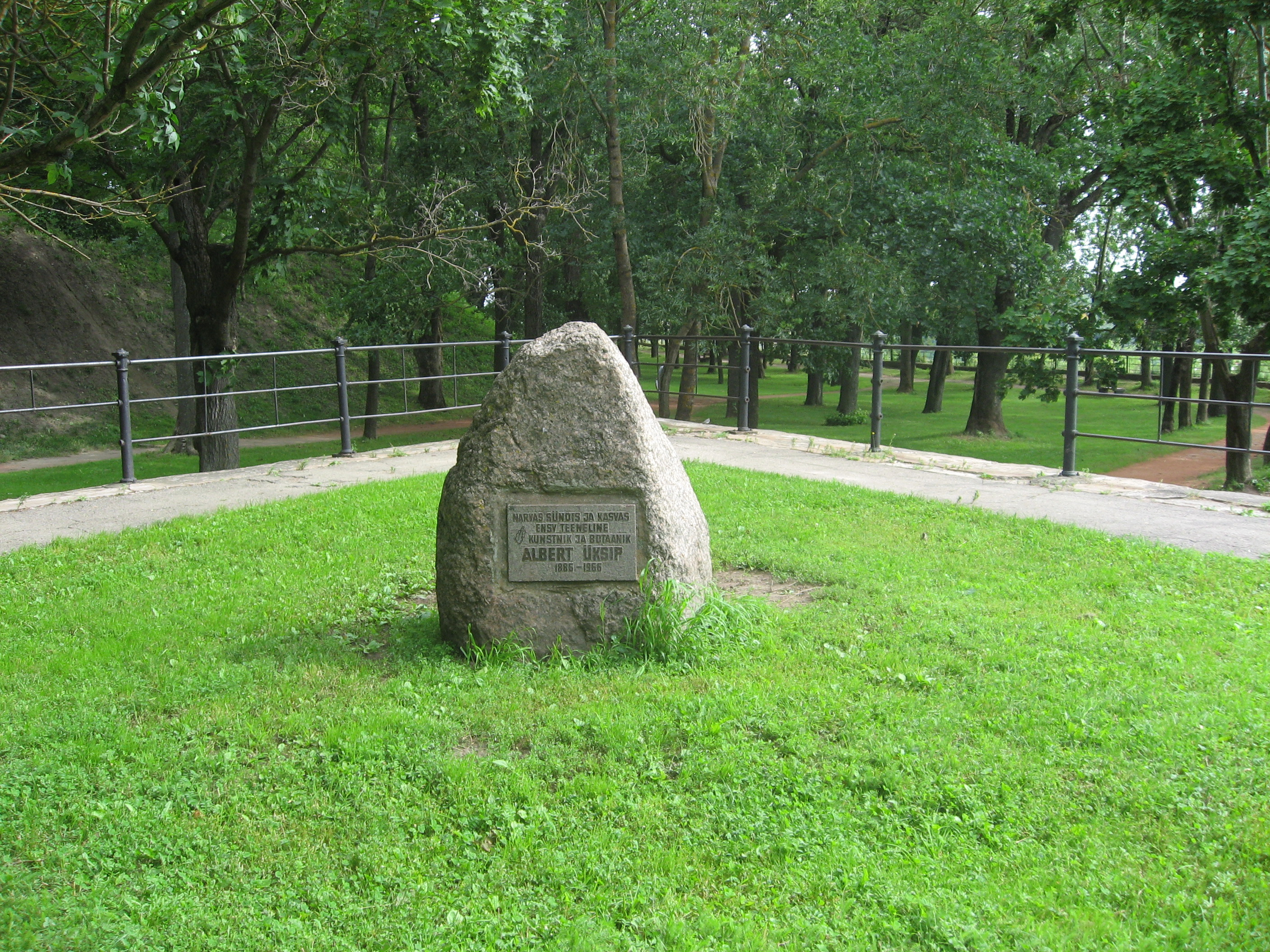
Kamień z tablicą pamiątkową ku czci Alberta Üksipa w rodzinnej Narwie

W r. 1945 otrzymał tytuł Zasłużonego Artysty Estońskiej SRR, a w r. 1956 został członkiem honorowym Estońskiego Towarzystwa Przyrodników oraz Estońskiego Towarzystwa Teatralnego. W r. 1963 nakręcono o nim film dokumentalny.

## Znaczenie w historii nauki

### Osiągnięcia naukowe
Üksip zajmował się jastrzębcami (w obecnej systematyce rodzaje Hieracium i Pilosella), które należą do taksonów trudnych ze względu na występowanie apomiksji, co przekłada się na istnienie bardzo wysokiej liczby mikrogatunków. W pracy nad tym rodzajem posługiwał się metodami biometrycznymi. W ramach przygotowań do opracowania jastrzębców terytorium Związku Radzieckiego opisał 141 nowych gatunków, spośród których dla przykładu można wymienić
- w obrębie sekcji Alpina Fr.:
  - Hieracium ljapinense Üksip[6], znane z arktycznej części Europy i Syberii (typ z Uralu Polarnego)[7];
  - Hieracium kuroksarense Üksip[8], znane ze środkowej części Uralu[7];
- w obrębie sekcji Vulgata Fr.: 
  - Hieracium aphanum Üksip[9], gatunek endemiczny Estonii[7];
  - Hieracium kuzenevae Üksip[10], znane z północy Rosji europejskiej i północy Syberii (typ z okolic Murmańska)[7];
  - Hieracium nenukovii Üksip[11], znane z kilku obszarów na północnym wschodzie Europy (typ z Łotwy)[7];
- w obrębie sekcji Tridentata Fr.:
  - Hieracium trichobrachium Üksip[12], opisane znad Peczory[7].

Wprowadził też wiele nowych kombinacji nomenklatorycznych, których aspekt formalny był przez pewien czas przedmiotem sporu w taksonomii roślin. Zdaniem rosyjsko-fińskiego hieracjologa Alexandra Sennikova znaczna część tych kombinacji ze względów formalnych była opublikowana nieważnie; chodziło tu przede wszystkim o nieodpowiedni sposób cytowania bazonimu. W związku z tym kombinacje te wymagały ponownego ważnego opublikowania, co zaznacza się w nomenklaturze botanicznej słowem ex (łac. „z”): w takim przypadku na przykład poprawnymi nazwami dwóch gatunków z sekcji Cernua R. Uechtr. będą „Hieracium beschtavicum (Litw. et Zahn) Juxip ex Sennik.” i „Hieracium foliosissimum (Woron. et Zahn) Juxip ex P.D.Sell et C.West”. Polski hieracjolog Zbigniew Szeląg jest natomiast zdania, iż odniesienia do protologów w pracy Üksipa są podane wystarczająco dokładnie, w związku z czym za autora tych kombinacji należy uważać samego Üksipa: innymi słowy, nie wymagały one ponownego ważnego opublikowania, a poprawnymi nazwami wspomnianych wyżej gatunków są „Hieracium beschtavicum (Litw. & Zahn) Juxip” „Hieracium foliosissimum (Woronow & Zahn) Juxip”.
Zielnik Üksipa znajduje się na Uniwersytecie w Tartu.

### Wybrane publikacje
- Species novae generis Hieracium L. ex URSS (1959)[5]
- Флора СССР (tom 30: Hieracium; 1960[7], tłumaczenie angielskie, 2002[16])
- Eesti NSV floora (tom 7: Hieracium; 1961)[1]

## Upamiętnienie
Na jego cześć nazwano gatunek jastrzębca Hieracium ueksipii Schljakov, występujący na północy europejskiej części Rosji.